# 久徳村 (岐阜県)
久徳村（きゅうとくむら）は、かつて岐阜県不破郡にあった村である。
現在の大垣市久徳町などに該当する。

## 歴史
- 1889年（明治22年）7月1日 - 町村制により久徳村が発足。
- 1897年（明治30年）4月1日 - 静里村、中曽根村、荒川村、桧村と合併し、静里村が発足。同日久徳村は廃止。